# Keana Rose

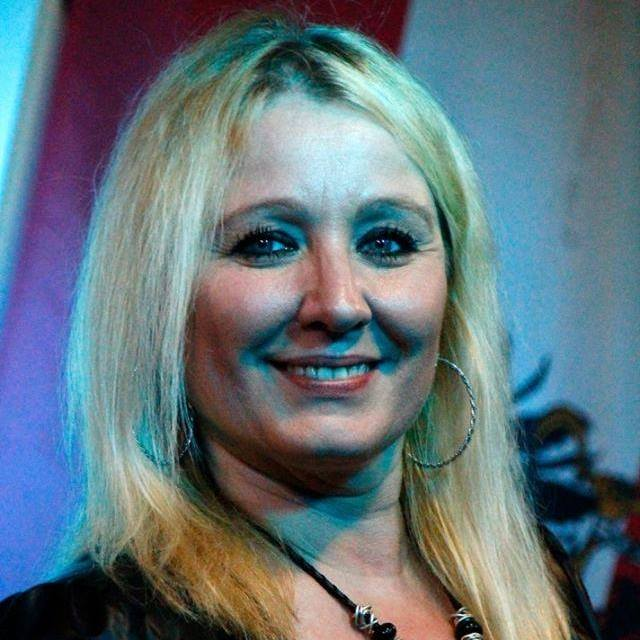
Keana Rose (2016)

Keana Rose (geb. 22. März 1974 als Birgit Marianne Pal in Wien) ist eine österreichische Sängerin.

## Kindheit und Jugend
Keana Rose wurde als zweites Kind von Zdenka und Ernest Pal geboren. Sie verbrachte in ihrer Kindheit viel Zeit im Geburtsland ihrer Mutter, im heutigen Tschechien, und entdeckte im Alter von vier Jahren ihre Liebe zur Bühne und zum Gesang. Ihre Familie übersiedelte vom 19. Wiener Gemeindebezirk in den niederösterreichischen Ort Würmla, wo Keana Rose die Musikhauptschule in Tulln besuchte und dort bereits im Rahmen einer Plattenaufnahme die Leadstimme sang und damit ihre eigentliche erste Single Tomorrow veröffentlichte. Zunächst erlernte sie einen bürgerlichen Beruf. Ihr bevorzugtes Instrument ist die Orgel/das Keyboard.

## Karriere
Nach Anfängen mit einer österreichischen Pop-Rock-Band entdeckte sie 1996 ihre Liebe zur Country-Musik. Von 1999 bis 2001 war sie mit der Band B. B. Country Painters unterwegs. Ende 2001 gründete sie unter dem Namen „Keana Rose & Band“ ihre eigene Formation, mit der sie unter anderem beim Country-Oscar 2013 in St. Anton am Arlberg im Finale stand. Seitdem ist sie sowohl mit Band als auch solo im deutschsprachigen Raum unterwegs. 2016 gründete sie ein Plattenlabel Keana Rose Records und produzierte das Album Phoenix.

## Auszeichnungen
Sie bekam 1998 und 2000 den Hot News Award als Sängerin des Jahres des Hot News Musik Magazins.
Es folgten Nominierungen zur Sängerin des Jahres durch die Austrian Country Musik Federation (ACMF) 2001, 2003 und 2006. -->
Im Jahr 2003 gewann Keana Rose den Titel der „Austrian Queen of Country Music“ in der Kategorie Solisten/Duos.